# Стрелиха (Нижегородская область)
Стрелиха — деревня в составе Благовещенского сельсовета в Воскресенском районе Нижегородской области.

## География
Находится в правобережье Ветлуги на расстоянии примерно 10 километров по прямой на северо-запад от районного центра посёлка Воскресенское.

## История
Известна была ещё до 1917 года, название по положению у слияния двух речек. Входила в Варнавинский уезд Костромской губернии. В 1925 году было учтено 100 жителей. В 1965 году к деревне присоединили также деревню Чемоданиха.

## Население
Постоянное население составляло 36 человек (русские 72 %, цыгане 28 %) в 2002 году, 31 — в 2010.